# Peñón de Gibraltar
El peñón de Gibraltar (en inglés Rock of Gibraltar; a veces llamado Columna de Hércules) es un macizo rocoso unido a la península ibérica por un istmo de arena, actualmente,  en un tercio del mismo, se enclava el Aeropuerto de Gibraltar, el resto del istmo se sitúa a ambos lados de la frontera, pudiéndose visitar el Museo del Istmo en La Línea de la Concepción. Consiste en un  promontorio monolítico de  piedra caliza que forma parte de los Sistemas Béticos. Está ubicado en el extremo suroeste de Europa en la península ibérica. Su cumbre posee una altitud de 426 m s. n. m. El peñón está situado en el territorio británico de ultramar de Gibraltar y limita al norte con Andalucía. La propiedad de Gibraltar fue transferida al Reino de Gran Bretaña en 1713 mediante el artículo x del Tratado de Utrecht, tras la guerra de sucesión española de forma indefinida. España reclama la soberanía de la zona desde entonces, a pesar de haber ratificado la soberanía británica en varios tratados posteriores a la Paz de Utrecht. La mayor parte de la zona superior del Peñón es abarcada por la Reserva natural del Peñón de Gibraltar, donde viven al menos 350 macacos de Gibraltar, siendo los únicos primates de Europa que existen en estado salvaje. Los macacos, junto con una red laberíntica de túneles, sirven como elemento de atracción de un gran número de turistas. 
El peñón de Gibraltar era una de las Columnas de Hércules (que aún se representa oficialmente en el escudo de España) y era conocido en épocas antiguas por los romanos como Mons Calpe. El otro pilar era el Mons Abyla o Jebel Musa del lado africano del estrecho de Gibraltar. El peñón también aparecía en las monedas de la I República Española. En épocas antiguas estos dos puntos marcaban el límite del mundo conocido, un mito de origen fenicio.
El peñón también figuraba en las monedas de Peseta de la I República España, situando a España como aquello entre los Pirineos y el Peñón de Gibraltar.

## Geología

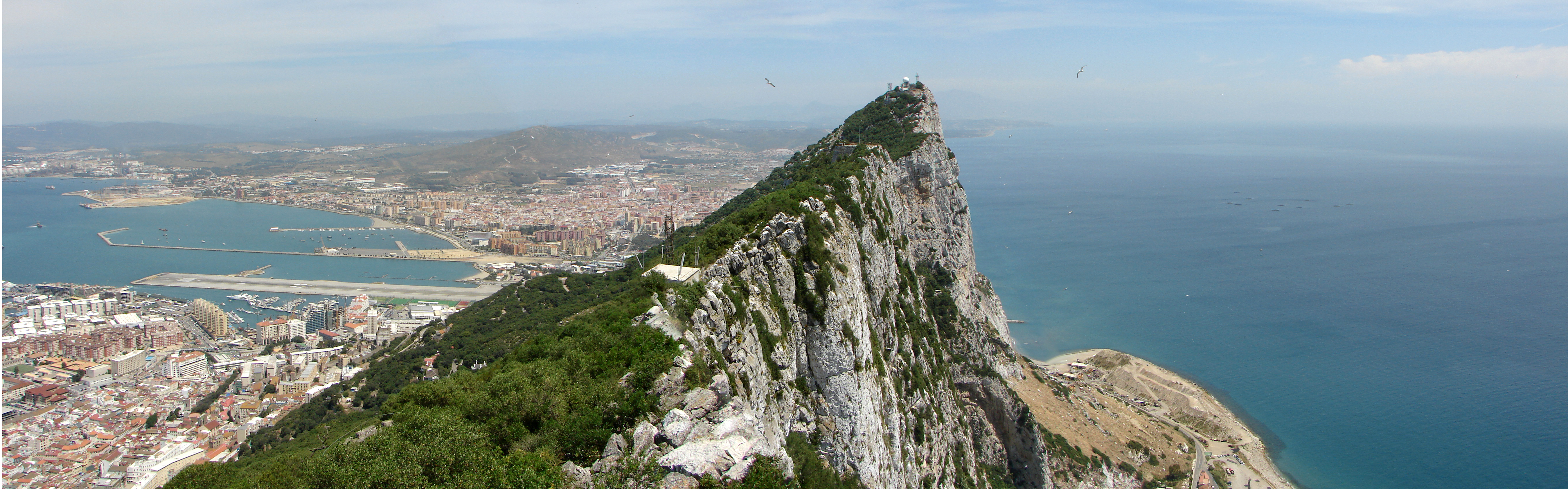
Vista panorámica en dirección norte desde el extremo superior del peñón de Gibraltar.

El peñón de Gibraltar es un promontorio monolítico de piedra caliza. Esta formación geológica tuvo su origen durante el período Jurásico hace unos 200 millones de años, cuando la placa tectónica africana chocó con la placa euroasiática. El Mediterráneo se convirtió en un lago que con el transcurso del tiempo se fue secando durante la crisis salina del Mesiniense. Posteriormente, el océano Atlántico se abrió paso a través del estrecho de Gibraltar, y la inundación que produjo dio origen al mar Mediterráneo. El Peñón forma parte de la cordillera Bética, una cadena montañosa que se desarrolla en la zona suroeste de la península ibérica.

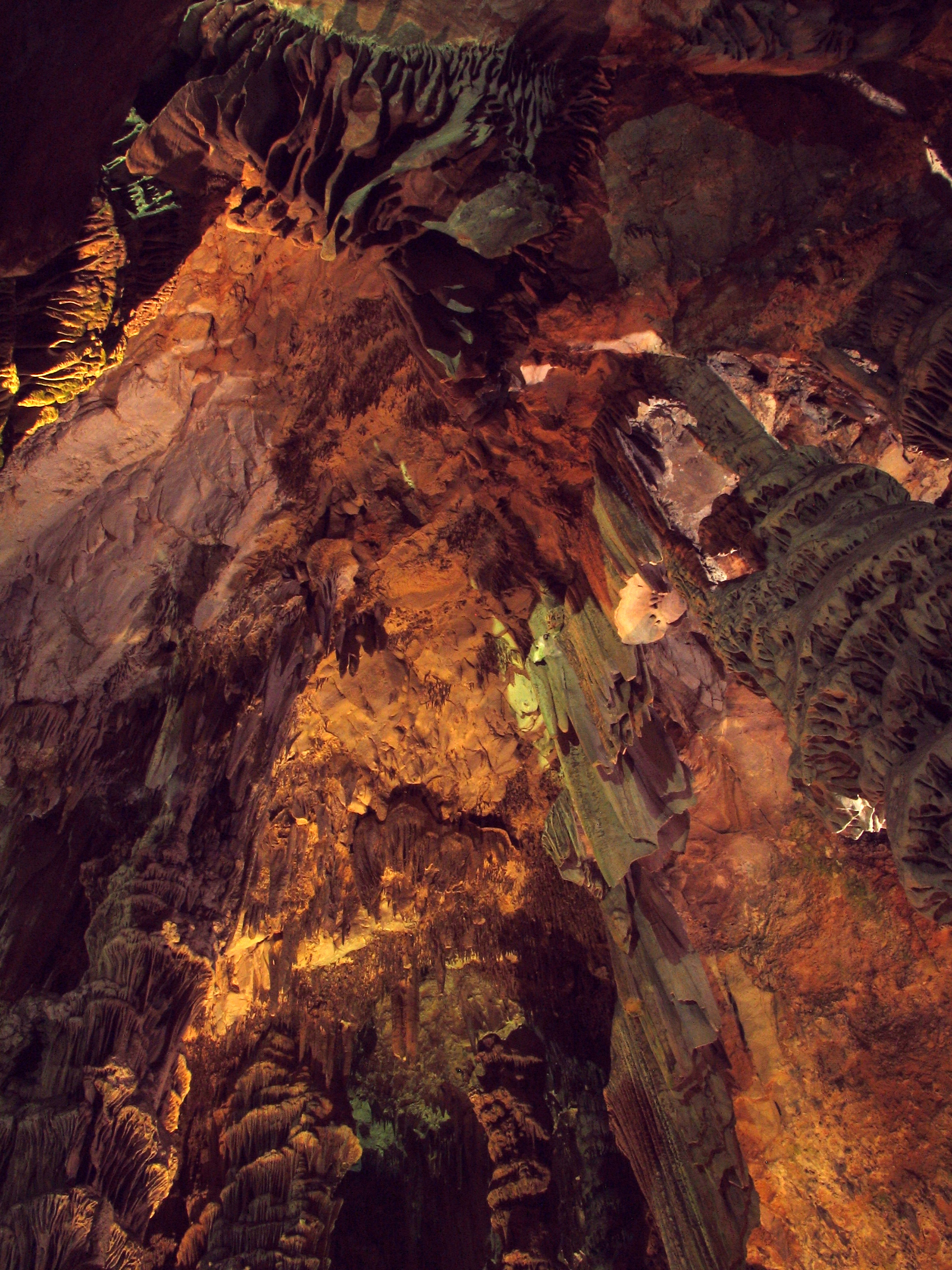
Vista interior de la cueva de San Miguel.

Actualmente, el peñón de Gibraltar forma una península que penetra en el estrecho de Gibraltar desde la costa meridional de España. Por su lado norte, el Peñón se eleva casi verticalmente desde el nivel del mar hasta una altura de 411,5 metros en lo que se denomina Rock Gun Battery. El punto más elevado del Peñón se encuentra a 426 m s. n. m. Los acantilados a lo largo del borde oriental del Peñón caen hacia una serie de pendientes de arena azotadas por el viento que se remontan a las glaciaciones, cuando el nivel del mar era menor que el nivel actual y una planicie de arena se extendía hacia el este desde la base del Peñón. Comparativamente, su cara oeste es menos empinada. Según estudios geológicos, esto se debe a que la roca carbonatada de la que se compone el peñón se encuentra cimentada sobre un buzamiento calcáreo invertido que le aporta la forma.
El origen del peñón parece estar debido a un elevamiento tectónico, que podría haber sido continuo desde el Plioceno hasta la actualidad. A diferencia de los materiales de la zona (arcillosos y arenosos), el Peñón está formado por roca calcárea. Esta roca calcárea solo se ha visto erosionada por el agua de lluvia, ya que no se ha podido filtrar agua subterránea a causa de la condición de isla del Peñón.
La calcita, que es el material que conforma la piedra caliza, se disuelve lentamente por acción del agua de lluvia. Este proceso puede formar cuevas a lo largo del tiempo. Por ello, dado que el peñón de Gibraltar está constituido de piedra caliza, es natural que el mismo aloje más de 100 cuevas. La cueva más prominente es la cueva de San Miguel, a medio camino en la cara occidental del Peñón, siendo una importante atracción turística.
La cueva de Gorham se halla cerca del nivel del mar en la cara este del Peñón. Se destaca porque excavaciones arqueológicas realizadas en ella han encontrado evidencia de que neandertales utilizaron la cueva hace unos 30 000 años. Es de especial significación el hecho de que los restos animales y vegetales hallados en esta cueva, y otras próximas a ella, muestran que los neandertales tenían una dieta muy variada.

## Fortificaciones

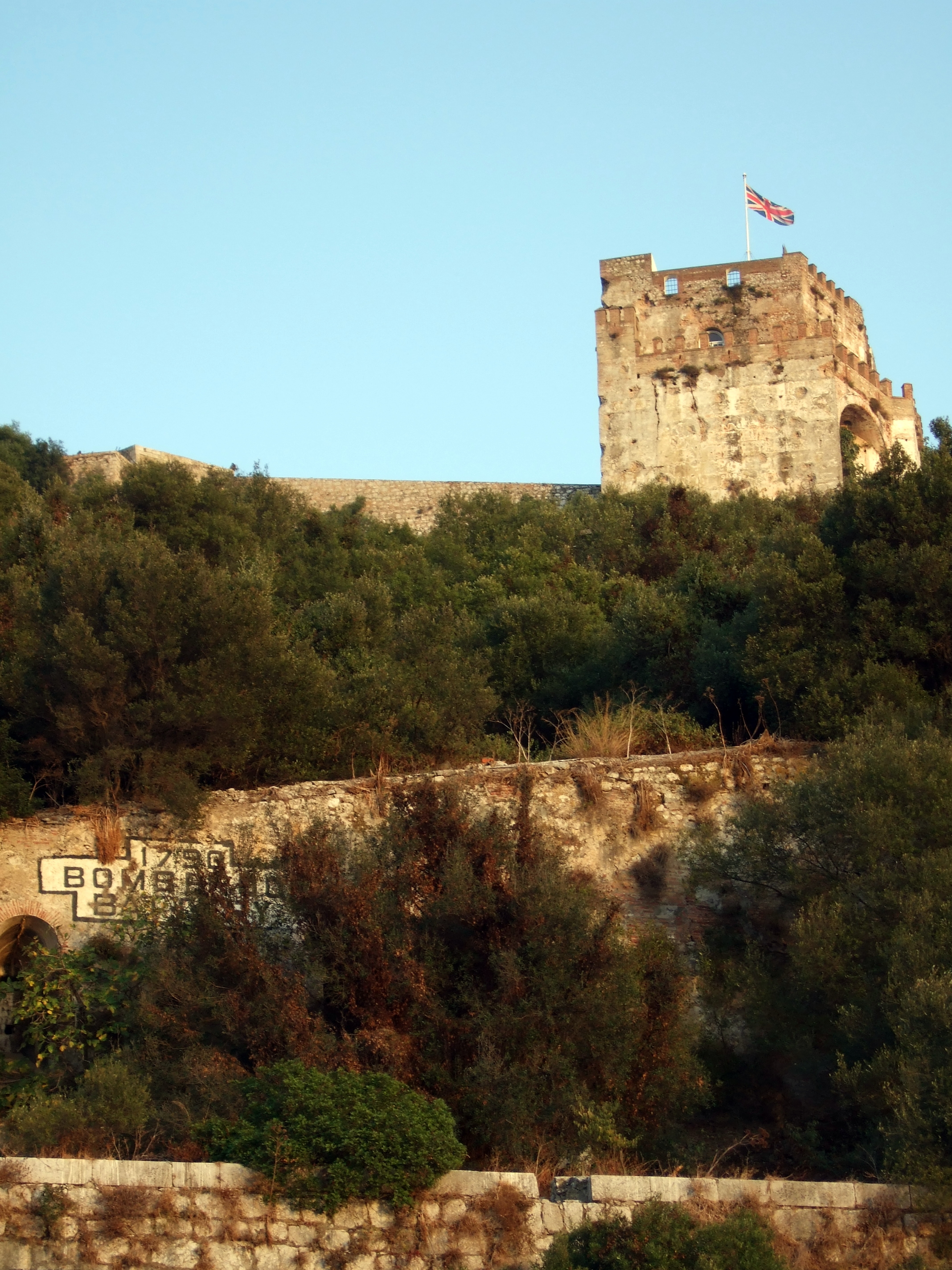
Castillo árabe de Gibraltar.

### El castillo moro
El castillo moro (Moorish Castle o simplemente El Castillo) es una reliquia de la época de la fundación de Gibraltar por los árabes, que se extendió durante 710 años. Fue construido en el año 711 cuando Táriq ibn Ziyad, el jefe bereber, desembarcó en el Peñón que lleva aún hoy su nombre. 
La principal edificación que ha permanecido en pie hasta nuestros días es la Torre del Homenaje (Tower of Homage), un edificio macizo construido en ladrillos y argamasa muy dura llamada tapia; la parte superior del mismo alojaba las habitaciones y el baño moro para los antiguos ocupantes.

### Las galerías

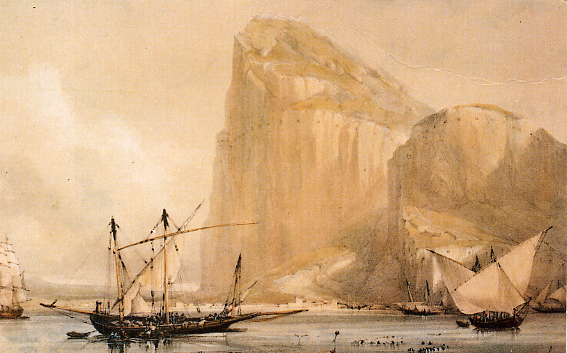
El acantilado de la cara norte del peñón de Gibraltar vista desde el Bayside (c. 1810), mostrando las aperturas fortificadas en el peñón.

Una característica distintiva de Gibraltar es la red de pasajes subterráneos o galerías que posee.
El más antiguo de ellos fue excavado hacia finales de los cuatro años de asedio entre 1779 y 1783. El General Elliot, posteriormente nombrado Lord Heathfield, quien fue el comandante inglés durante el sitio, estaba ansioso de poder disparar sobre las baterías españolas, ubicadas en la planicie debajo de la cara norte del peñón. Siguiendo una sugerencia del sargento Ince de los Royal Engineers, se excavó un túnel desde un punto ubicado sobre la batería de Willis para comunicarlo con el Notch, una saliente natural de la cara norte, en la que se propuso montar una batería. Al principio no existía la intención de realizar aberturas fortificadas en este túnel, pero se vio la necesidad de hacer una abertura para la ventilación, y en cuanto se realizó la abertura, se decidió colocar en ella un cañón. Al finalizar el sitio, se habían construido seis de estos emplazamientos, en los cuales se habían instalado cuatro cañones.
Las galerías, que se muestran a los visitantes, son un desarrollo posterior basado en la misma idea y se completaron en 1797. Las mismas consisten en un sistema de recintos, fortificaciones y pasadizos, con una longitud total de unos 300 metros, y desde ellas es posible tener vistas panorámicas de la bahía de Gibraltar, el istmo y España.

### Años posteriores a la Segunda Guerra Mundial
Al estallar la Segunda Guerra Mundial en 1939, la población civil, mayormente mujeres y niños, fue evacuada al Reino Unido, Jamaica y Madeira, entre otros destinos, para permitir que Gibraltar fuera fortificado para poder enfrentar la eventualidad de un ataque alemán. Hacia 1942 había más de 30 000 soldados británicos, marineros y aviadores en el Peñón. Se amplió el sistema de túneles, y el Peñón se convirtió en un punto clave para la defensa de las rutas de navegación en el Mediterráneo.
En febrero de 1997, se supo que los británicos tenían un plan secreto denominado Operación Tracer para esconder soldados en túneles debajo del Peñón en caso de que fuera capturado por los alemanes durante la Segunda Guerra Mundial. El grupo escondido contaría con un equipo de radio para vigilar los movimientos de las tropas enemigas. El equipo de seis personas fue enviado a Gibraltar, donde esperaron camuflados durante dos años y medio. Los alemanes nunca capturaron el Peñón, por lo que los hombres nunca fueron escondidos en su interior.

## Reserva natural de la zona superior del Peñón

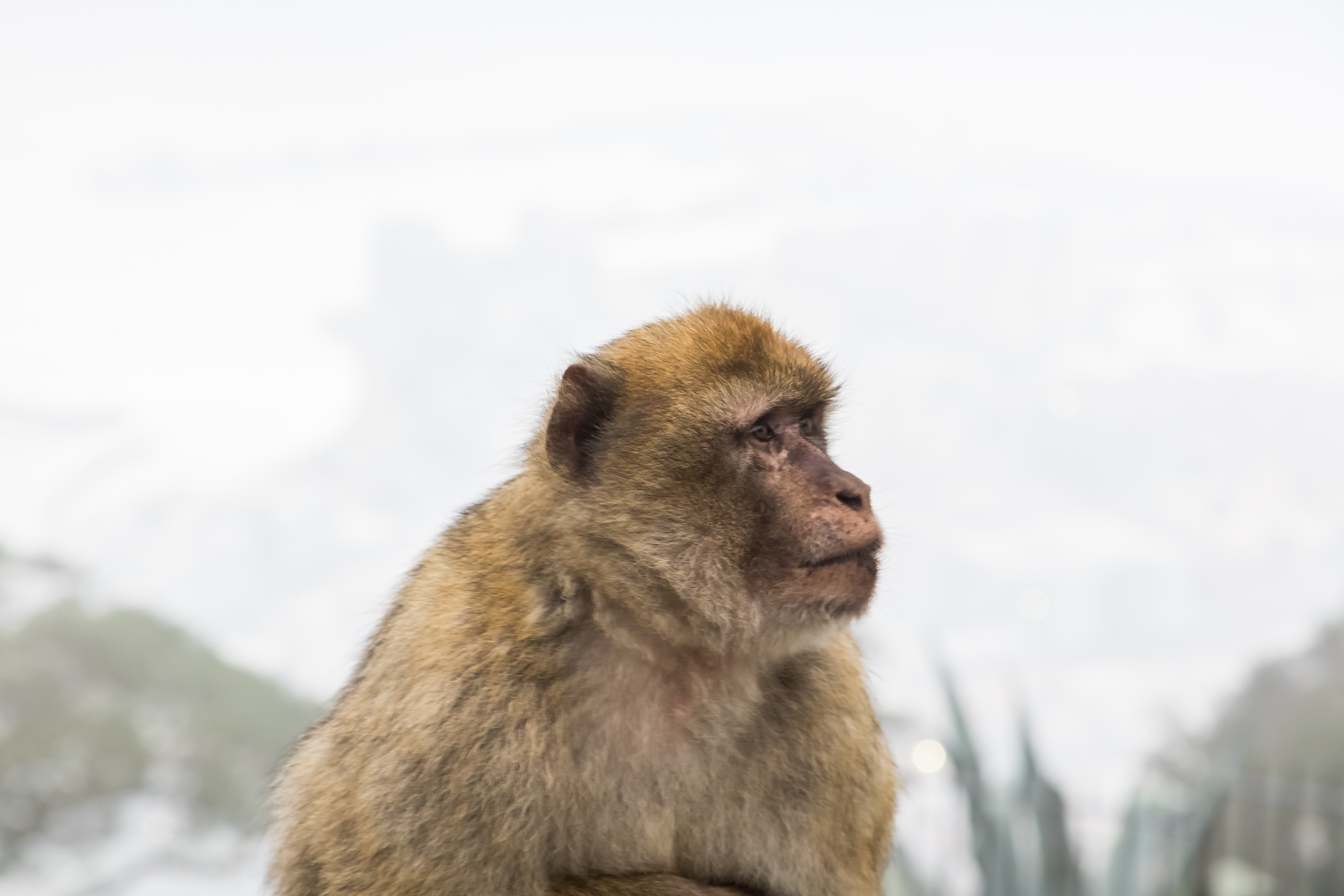
Macaco de Gibraltar (Macaca sylvanus) en la reserva del Peñón.

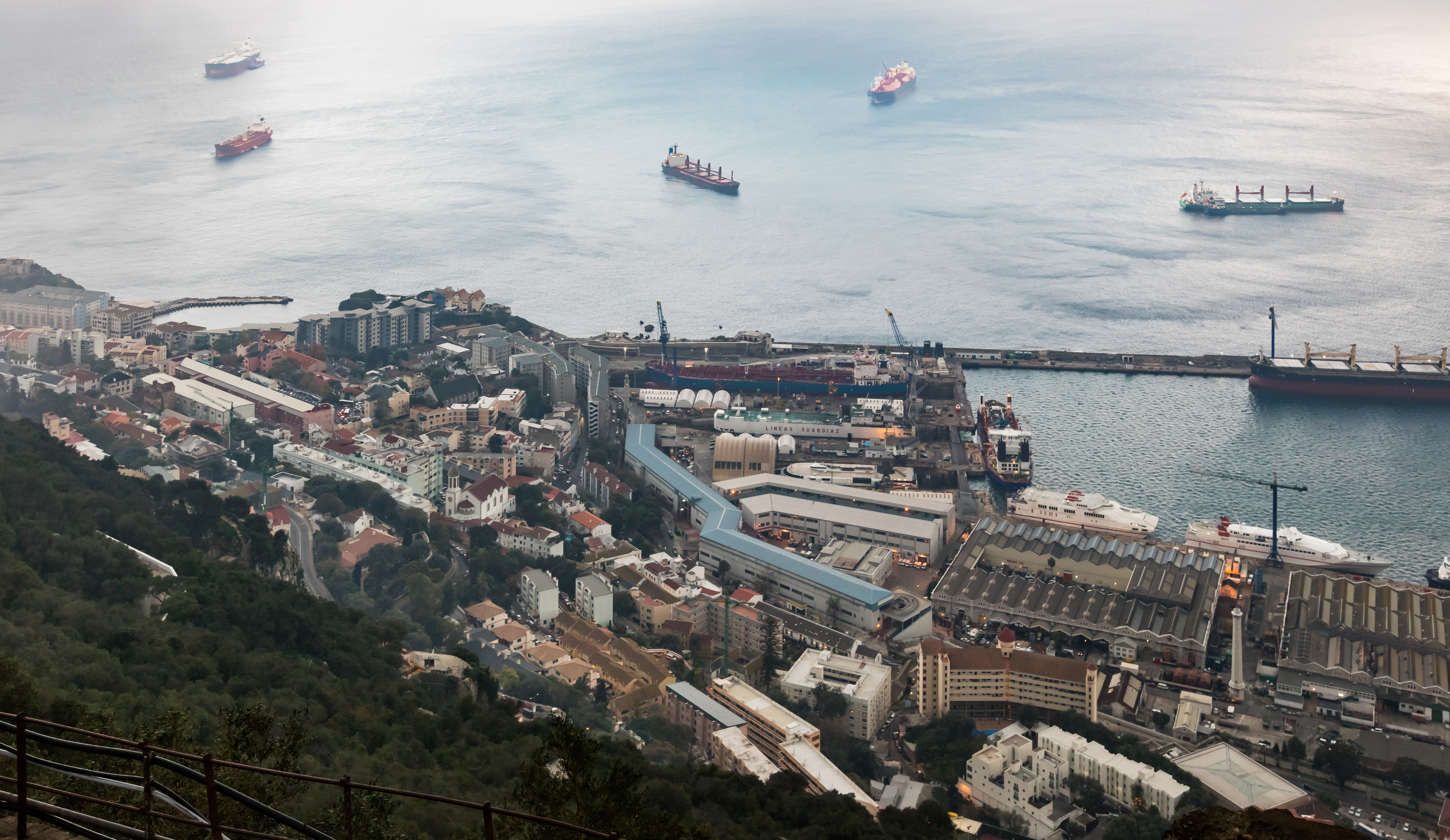
Vista del Puerto de Gibraltar desde lo alto del Peñón.

Aproximadamente el 40 % del suelo del territorio de Gibraltar fue declarado reserva natural en 1993.

## Uso comercial
El peñón de Gibraltar es usado por la compañía Prudential Financial como logo empresarial para sugerir que la empresa es prominente y "sólida como una roca".